# Daïra de Sfisef
La daïra de Sfisef est une circonscription administrative algérienne située dans la wilaya de Sidi Bel Abbès. Son chef-lieu est situé sur la commune éponyme de Sfisef.
La daïra regroupe les quatre communes:
- Sfisef
- M'Cid
- Aïn Adden
- Boudjebha El Bordj